# Friza Stoclet
Friza Stoclet este o serie de 3 mozaicuri create de pictorul austriac Gustav Klimt pentru Casa Stoclet din Bruxelles, Belgia. Friza înfățișează „Copacul Vieții” spiralat, o figură feminină ce stă în picioare („Așteptarea”, cunoscută și ca „Dansatoarea”) și un cuplu ce se îmbrățișează („Îmbrățișarea”).

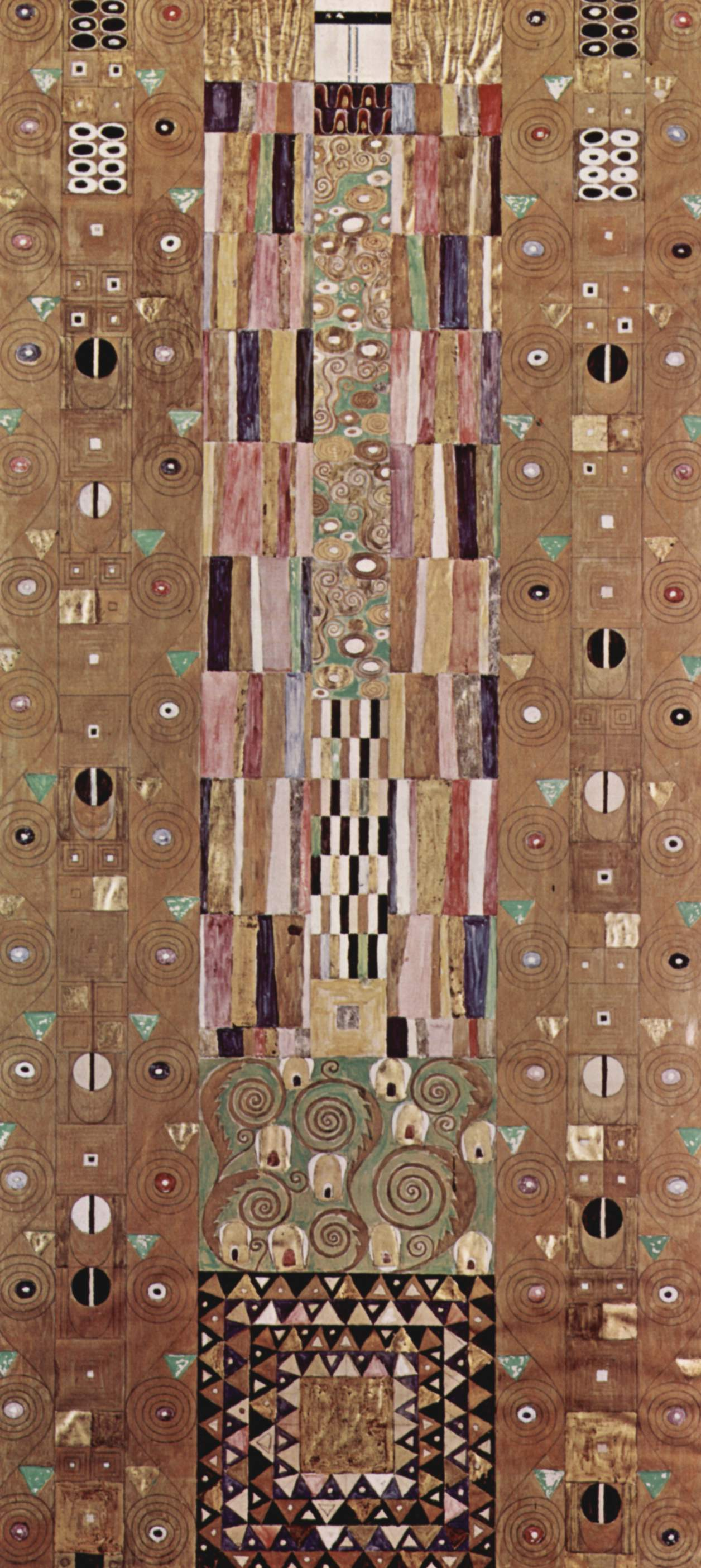
Model pentru Friza Stoclet
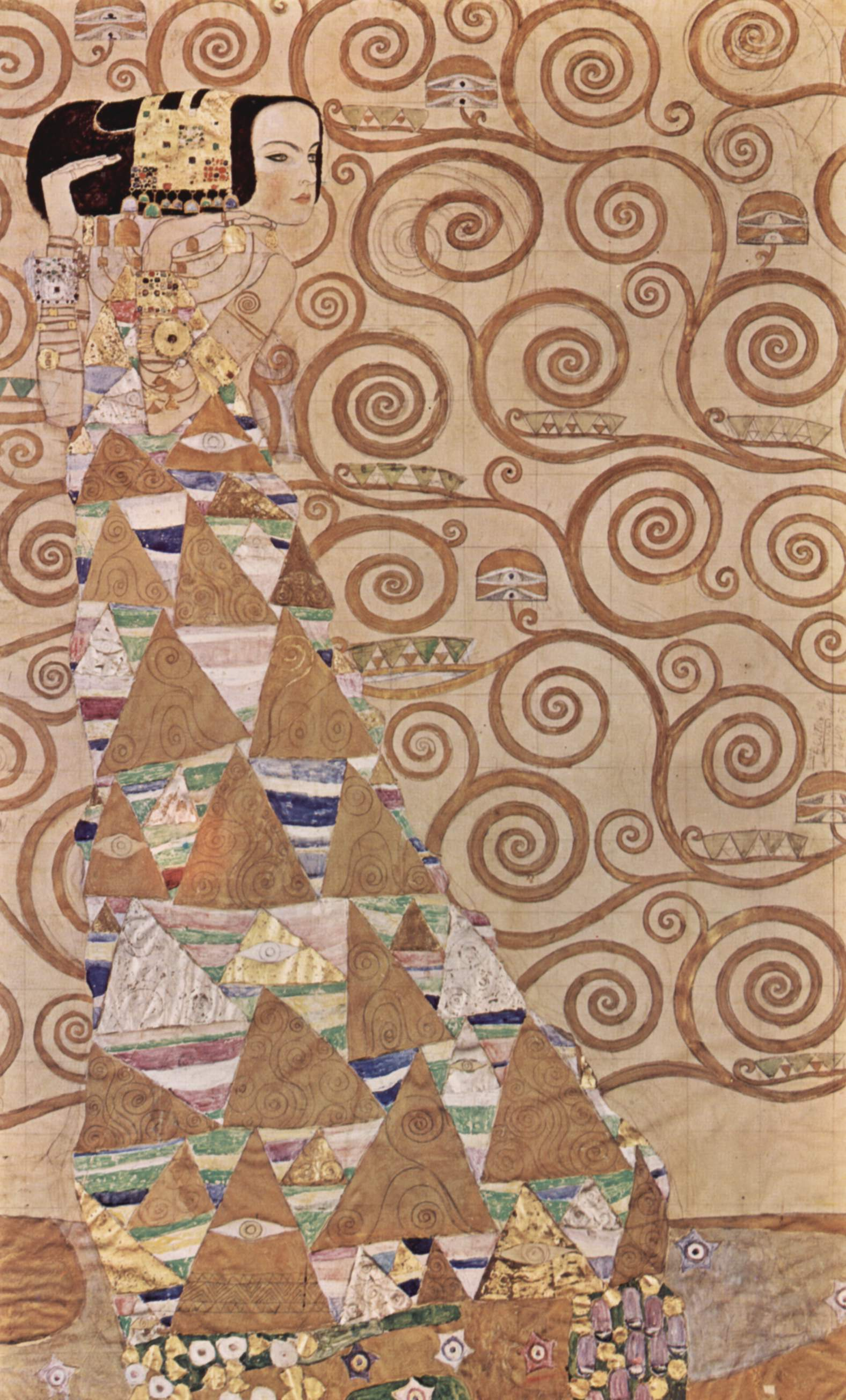
Model pentru Friza Stoclet: „Așteptarea”
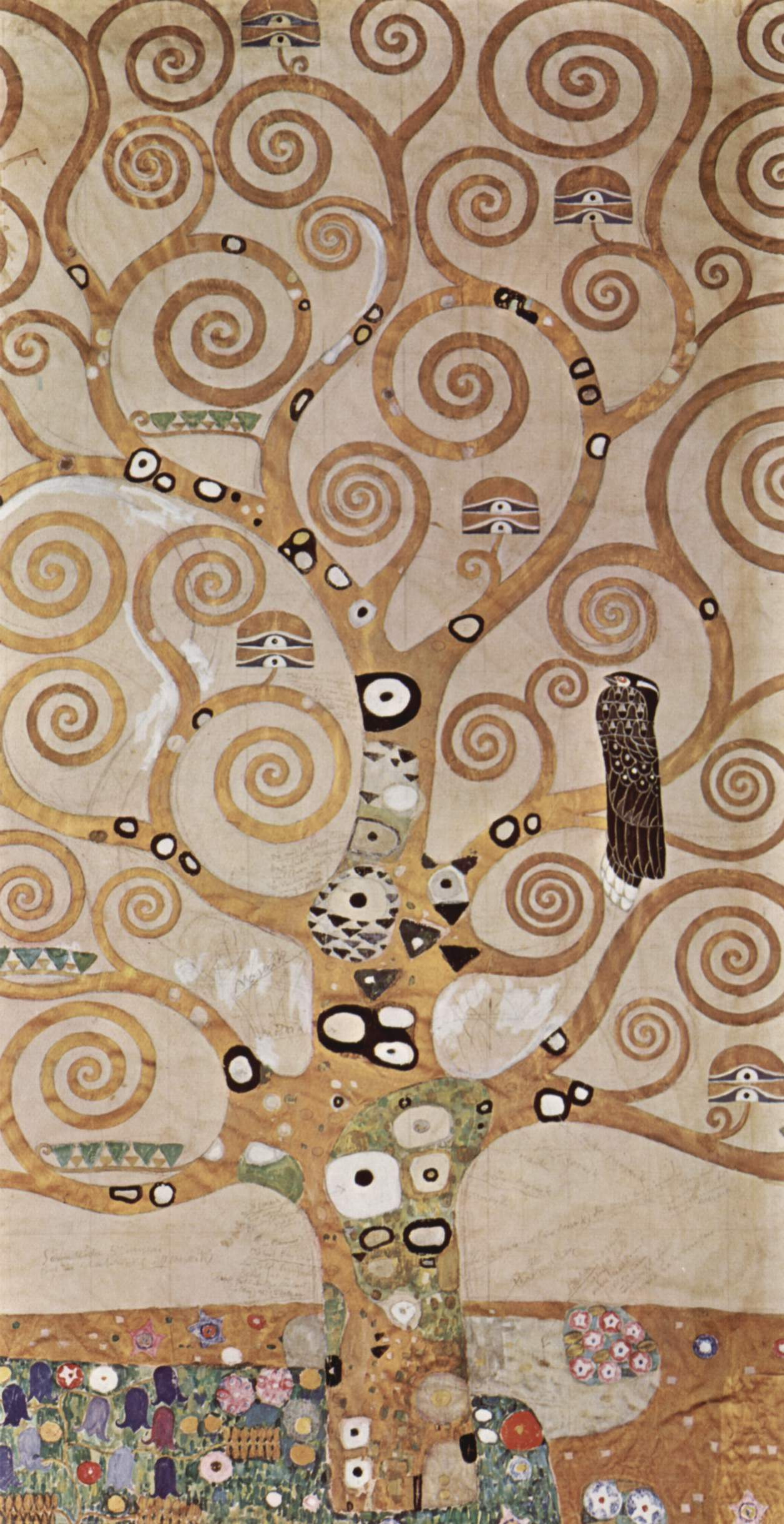
Model pentru Friza Stoclet: „Copacul Vieții”
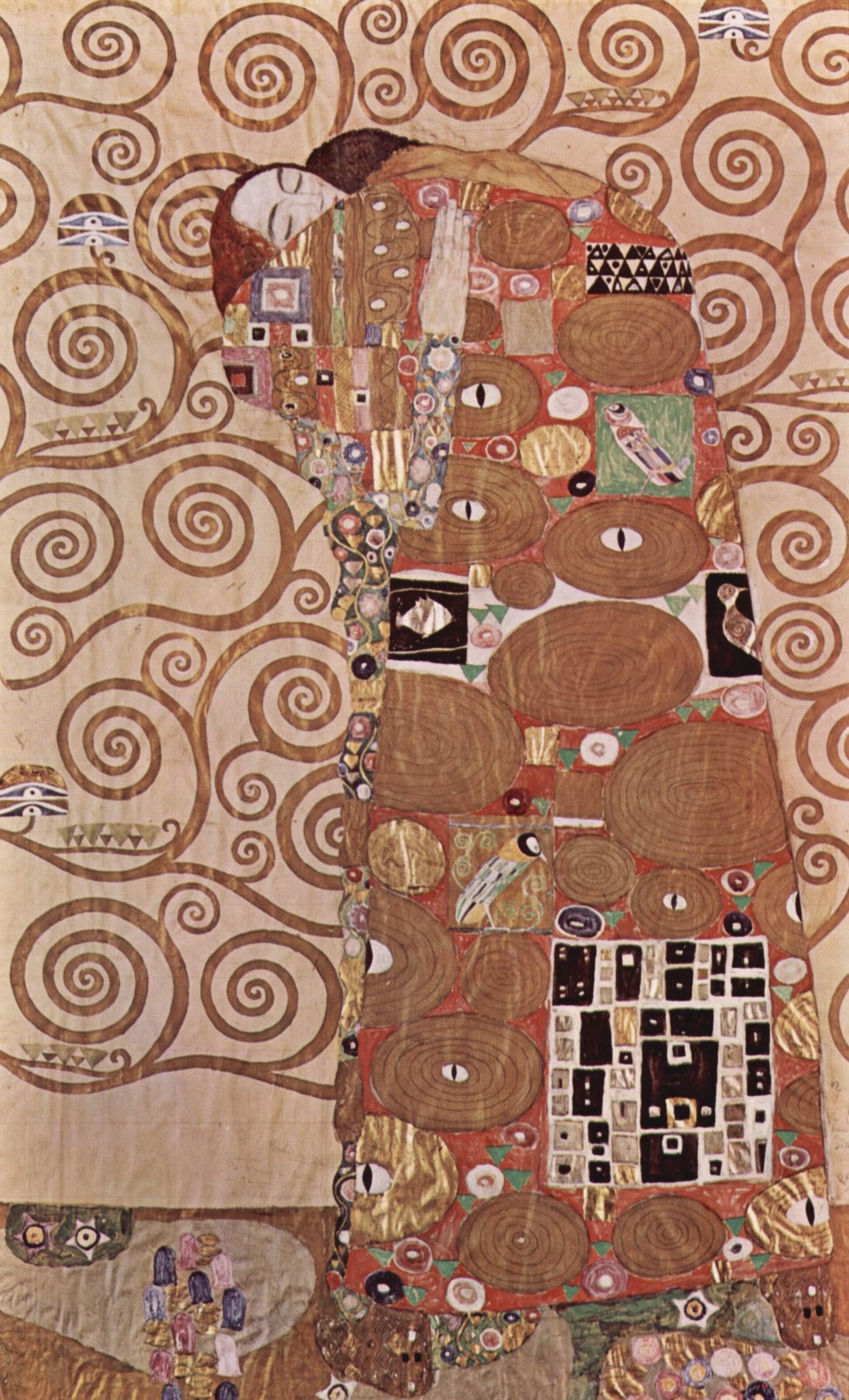
Model pentru Friza Stoclet: „Îmbrățișarea”
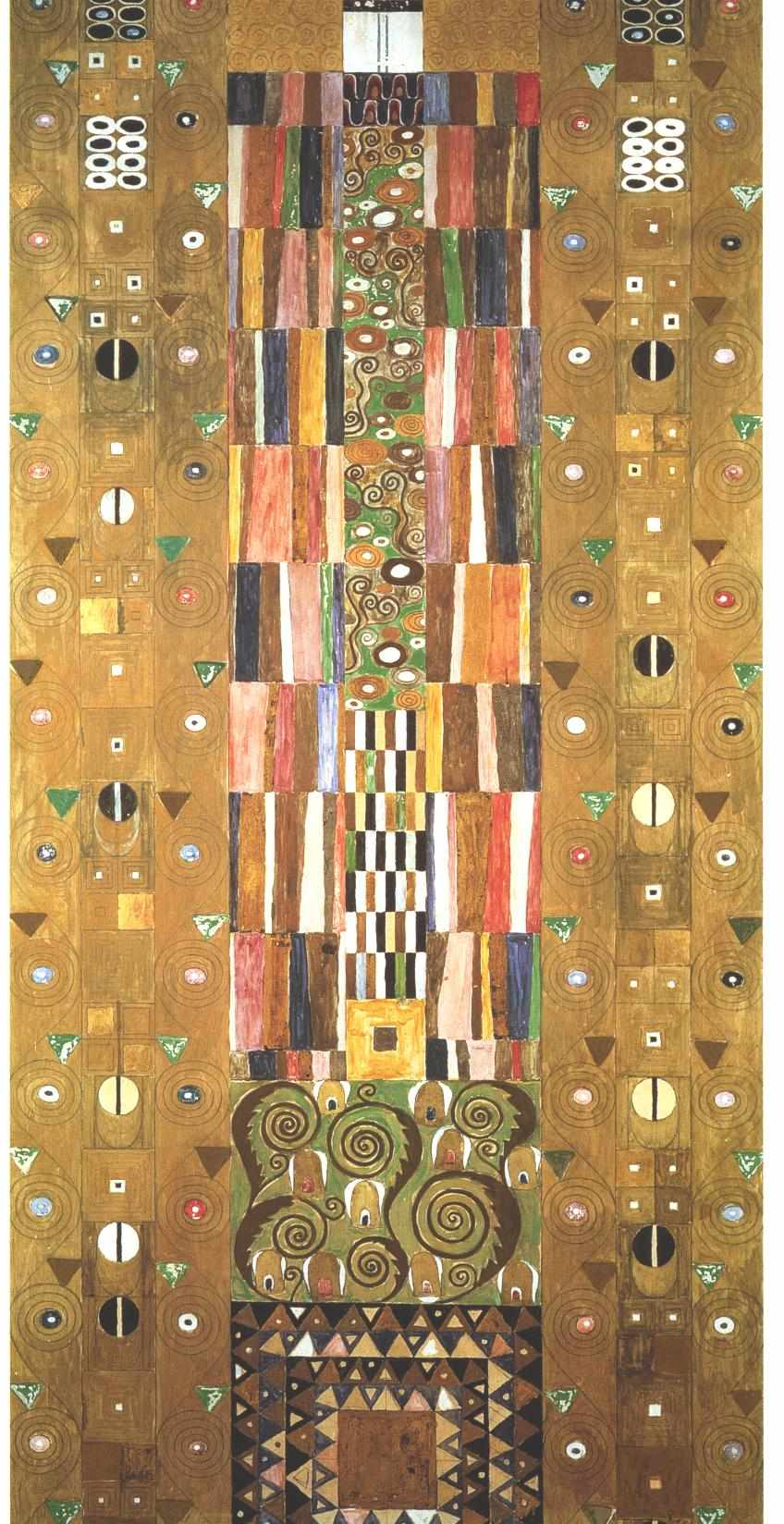
Model pentru Friza Stoclet
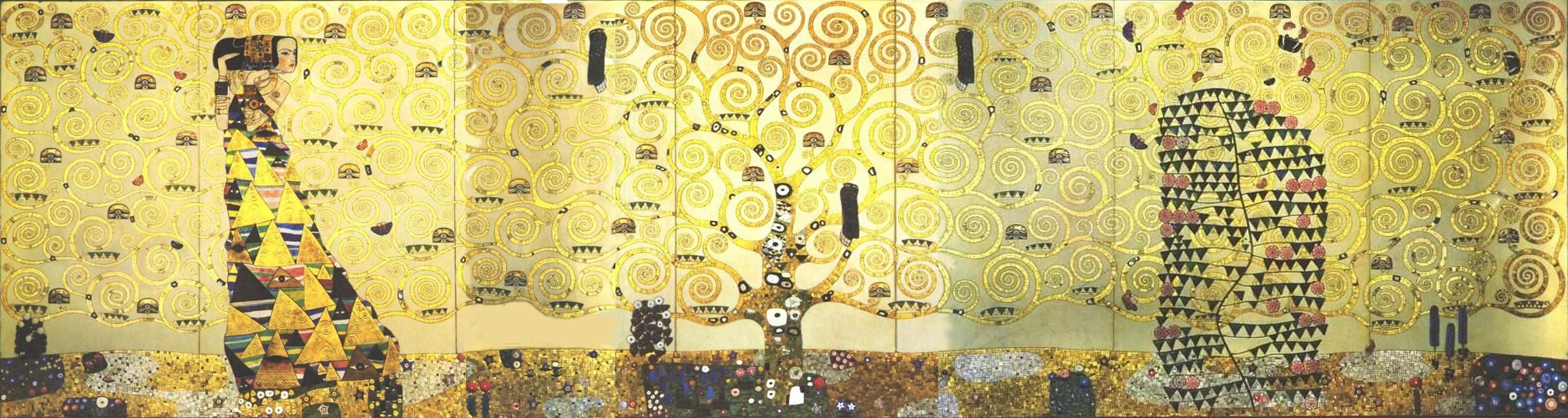
Prima friză din Casa Stoclet
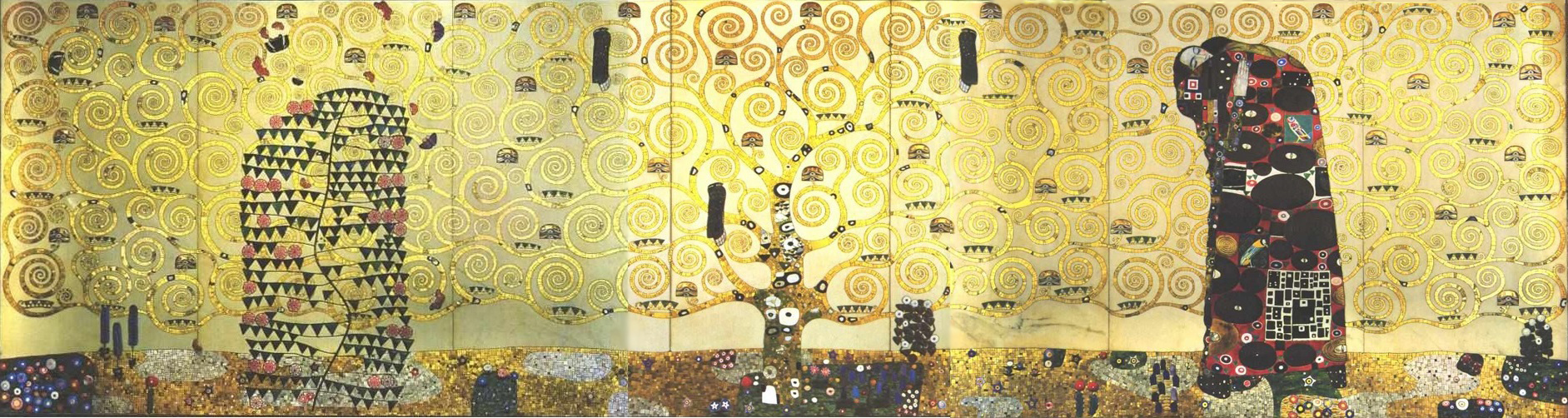
A doua friză din Casa Stoclet
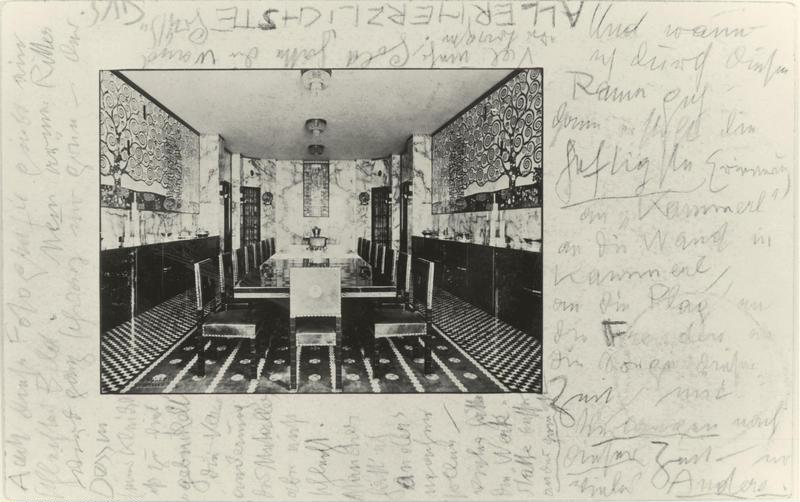
Poză veche în care apare principala cameră de zi în care se află și astăzi cele 3 mozaicuri